# Macrocell

Macrocel·es: amplada típica fins a 20 km

Una macrocel·la és una cel·la d'una xarxa de telefonia mòbil que proporciona cobertura de ràdio servida per un lloc de cèl·lules d'alta potència (torre, antena o pal). En general, les macrocel·les proporcionen una cobertura més gran que la microcel·la. Les antenes de macrocel·les es munten en pals metàl·lics a nivell de terra, teulades i altres estructures existents, a una alçada que proporcioni una visió clara sobre els edificis i el terreny circumdants. Les estacions base tipus macrocel·la tenen una potència de típicament desenes de watts. El rendiment de les macrocel·les es pot augmentar augmentant l'eficiència del transceptor.

## Escala
El terme macrocel·la s'utilitza per descriure el rang més ampli de mides de cel·les. Les macrocel·les es solen instal·lar a les zones rurals o a les carreteres. En una zona urbana densament poblada s'utilitzen unes cèl·lules més petites, les microcel·les. Les picocel·les s'utilitzen en àrees més petites que les microcel·les, com ara una gran oficina, un centre comercial o una estació de tren. Actualment, la més petita àrea de cobertura que es pot implementar amb un femtocel·la és una casa o una oficina petita.

## Abast de les cel·les de telefonia mòbil
Típicament, el rang d'una macrocel·la de telefonia mòbil té una abast de fins a 20 quilòmetres, el d'una microcel·la és inferior als dos quilòmetres, el d'una picocel·la és d'uns 200 metres o menys i el d'una femtocel·la de l'ordre dels 10 metres. Cal remarcar que tot i que AT&T anomena "MicroCell" un producte seu amb abast d'uns 40 peus (12 m), utilitza "AT&T 3G MicroCell" com una marca comercial i no necessàriament perquè empri la tecnologia "microcell".